# Cooraclare
Cooraclare est un village en Irlande, situé dans le comté de Clare et au bord du Doonbeg.

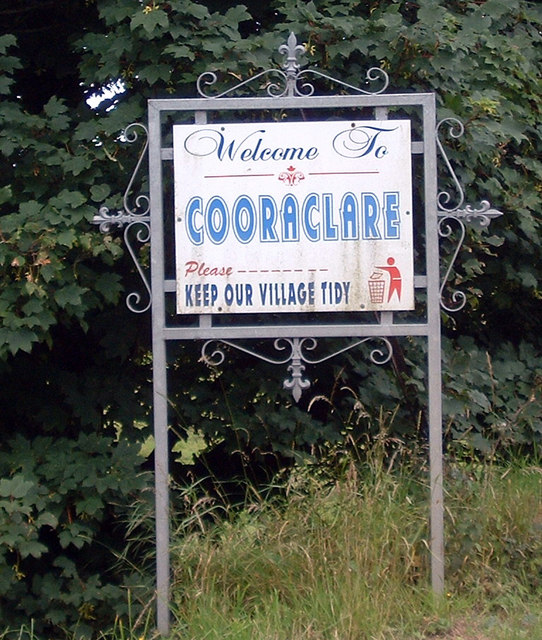
Panneau d'entrée de village.

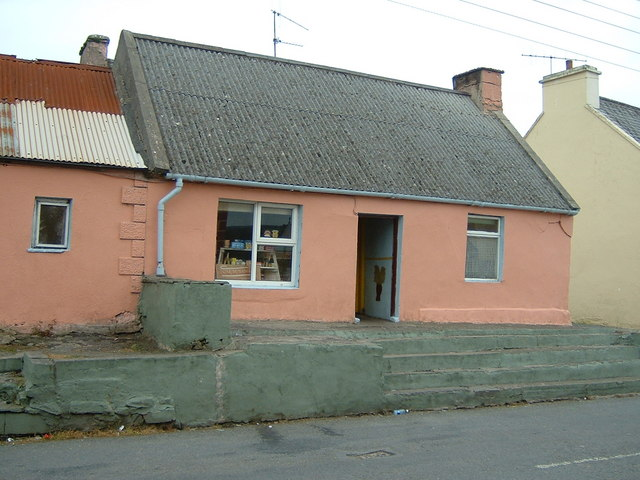
La boutique de Tom McManamara.